# Darlene Cates
Pour les articles homonymes, voir Cates.
Rita Darlene Guthrie, dite Darlene Cates, est une actrice américaine, née le 13 décembre 1947 à Borger (Texas) et morte le 26 mars 2017 à Forney (Texas).

## Biographie
Ses parents sont Dorothy Ann et Truman Madison Guthrie.
Elle fait ses débuts dans le film de Lasse Hallström, What's Eating Gilbert Grape, aux côtés de Johnny Depp, Juliette Lewis et Leonardo DiCaprio. Elle y joue le rôle d'une mère de famille obèse confinée chez elle. Cates a été choisie pour jouer Bonnie Grape après que le directeur du casting l'ait aperçue dans un épisode du Sally Jessy Raphael Show dans lequel elle évoquait son poids. Elle dit peser aux alentours de 250 kilos. 
Les petits rôles à la télévision se sont succédé dans des séries telles que Un drôle de shérif (Picket Fences) ou Les Anges du bonheur.

## Filmographie
- 1993 : Gilbert Grape (What's Eating Gilbert Grape) de Lasse Hallström : Bonnie Grape
- 2001 : Wolf Girl (Blood Moon) : Athena
- 2014 : Mother (court métrage) de Franz Maria Quitt